# 修文大学短期大学部
修文大学短期大学部（しゅうぶんだいがくたんきだいがくぶ、英語: shubun university Junior College）は、愛知県一宮市日光町6に本部を置く日本の私立大学。1941年創立、1955年大学設置。

## 概観

### 大学全体
修文大学短期大学部は、愛知県一宮市内にある日本の私立短期大学。学校法人一宮女学園（現在、学校法人修文学院に改称）により1955年（昭和30年）に設置された。2つの学科が設置されている。

### 建学の精神（校訓・理念・学是）
修文大学短期大学部における建学の精神は「社会に貢献できる人材の育成」となっている。

### 教育および研究
修文大学短期大学部の生活文化学科には、製菓の専門家（パティシエ）を育てる製菓コースがあり、これは、中部地方の短大でも少数である。
幼児教育学科では、短大附属幼稚園での教育実習も取り入れられている。

### 学風および特色
修文大学短期大学部では常に時代のニーズに対応した教育課程を設定している。
全国の短大でも少数のIII部があり、近年まれに見る通学課程における勤労学生の姿がみられる。
2000年（平成12年）、日本の短期大学として初めてISO14001を取得した。
各種インターンシップやマナー教育が評価され、社会に役立つ人材として企業からの求人件数も毎年増加している。

## 沿革
- 1941年（昭和16年） - 一宮女子商業学校が創設される。
- 1955年（昭和30年） - 一宮女子短期大学家政科を置く。付属一宮幼稚園を併設。
- 1957年（昭和32年） - 家政科栄養学専攻が厚生省より栄養士養成施設に指定される。
- 1962年（昭和37年） - 保育科を設置：当初の在学者数は30[1][2]。
- 1969年（昭和44年） - 家政学科及び幼児教育学科に第三部を設置。
  - 保育科を幼児教育学科第一部に改称、附属藤ケ丘幼稚園設立。
- 1992年（平成4年） - 市民対象の公開講座開設、家政学科第一部を生活文化学科第一部に改称。
  - 専攻科幼児教育学を設置。
- 2003年（平成15年） - 製菓クリエートコースを設置。
- 2004年（平成16年） - 3月31日をもって生活文化学科第三部が廃止される[3]。
- 2009年（平成21年） - 3月31日をもって生活文化学科食物栄養専攻が廃止される[3]。
- 2010年（平成22年） - 修文大学短期大学部に校名を改称。

## 基礎データ

### 所在地
- 愛知県一宮市日光町6

### 交通アクセス
- 名鉄一宮駅西口、徒歩約20分
- 名鉄バス繊維センター前、徒歩約5分
- 名鉄バス修文学院、徒歩約5分
- 学園運営のスクールバス（名鉄一宮駅-学園）

## 教育および研究

### 組織
学科
- 幼児教育学科
  - 第一部
  - 第三部
- 生活文化学科
  - 生活・医療事務コース
  - ファッションビジネスコース
  - オフィスキャリアコース
  - 製菓コース

別科
- なし

### 取得資格について
保育士資格と幼稚園教諭二種免許状が幼児教育学科にて取得できる。
かつての生活文化学科食物栄養専攻では栄養士資格が設置されていた。
製菓衛生師受験資格が生活文化学科製菓コースにて設置されている。
かつて、生活文化学科生活文化専攻には中学校教諭二種免許状（家庭）・司書教諭・司書資格課程が設置されていた。

## 学生生活

### 部活動・クラブ活動・サークル活動
修文大学短期大学部のクラブ活動
- 体育系：新体操・ソフトテニス・バレーボール・バドミントン・フットサル・ダンスほか
- 文化系：軽音楽・ハンドベル・ピアノほか

### 部活動の実績
新体操が、「西日本学生体操選手権大会」で団体5位。
ソフトテニスが、「全国私立短期大学体育大会」で個人戦ベスト16、団体戦3位の実績がある。「愛知県私立短期大学体育大会」で個人戦・団体戦ともに優勝している。
バレーボールが「愛知県私立短期大学体育大会」で2位の実績がある。
バドミントンが「愛知県私立短期大学体育大会」でシングルス部門にてベスト8の実績がある。
フットサルが「DEPO CUP 愛知県大会」で2位の実績がある。

### 学園祭
修文大学短期大学部の学園祭は毎年、概ね10月に行われる。

## 大学関係者と組織

### 大学関係者一覧
大学出身者
- 橋本真由美（栄養士・ブックオフ社長）

## 施設

### キャンパス
ロビー・図書館・調理実習室・製菓実習室・多目的ホール・学生食堂・茶室などがある。

## 対外関係

### 系列校
- 修文大学
- 修文学院高等学校

## 社会との関わり
製菓クリエートコースの学生・教員がNHKの夕方の番組『ふるさと食万彩』に出演している。

## 卒業後の進路について

### 就職について
幼児教育学科I部・III部
ともに幼稚園教諭や保育園および児童福祉施設の保育士など資格や免許を活かした職に就く人が多い傾向にある。
生活文化学科・生活文化専攻
トヨタ自動車・デンソー・あいち銀行・三菱東京UFJ銀行、いちい信用金庫・オンワード樫山など一般企業に就職する人が多かった。製菓コース卒業生で、製菓関係の職に就いた人の割合はおよそ6割程度である。
生活文化学科・食物栄養専攻
資格を活かした職としては、日本ゼネラルフード・メーキュー・トーカイフーズ・共和食品・岩田食品などがある。

### 編入学・進学実績
これまでの実績では、東京農業大学・朝日大学・岐阜女子大学・金城学院大学・愛知学院大学・愛知学泉大学・中京女子大学などがある。他にも約40近い大学からの指定校推薦がきており進学希望者には希望の学科での進学のチャンスが与えられている。

## 附属学校
- 修文大学附属一宮幼稚園
- 修文大学附属藤ヶ丘幼稚園